# Albert Meier (Radsportler, 1927)
Albert Meier (* 22. August 1927 in Fällanden; † 27. September 2017 in Volketswil) ist ein ehemaliger Schweizer Radrennfahrer und nationaler Meister im Radsport.

## Sportliche Laufbahn
Meier war Spezialist für Querfeldeinrennen. In dieser Disziplin gewann er auch seine erste Medaille bei den nationalen Titelkämpfen 1950, als er Zweiter hinter Martin Metzger wurde. 1955 wurde er erneut Vize-Meister. Bis zum Ende seiner Laufbahn kamen weitere Podiumsplätze dazu. 1957 gelang es ihm, den Schweizer Titel zu gewinnen. 
Die UCI-Weltmeisterschaften bestritt er achtmal. Eine Medaille konnte er 1952 gewinnen, als er beim Sieg von Roger Rondeaux in Genf Dritter wurde. Er war damit der erste Medaillengewinner für die Schweiz im Querfeldeinrennen (heutige Bezeichnung Cyclocross).
Er startete für den Verein VC Volketswil, dem er 1947 beigetreten und dessen Präsident er acht Jahre lang war.

## Berufliches
In den 1970er Jahren war er als Nationaltrainer der Schweiz in seiner Disziplin tätig. Er arbeitete auch als Vereinstrainer im Radsport.